# Mas del Duc (Riba-roja d'Ebre)
|  | Aquest article tracta sobre el Mas del Duc de Riba-roja d'Ebre. Vegeu-ne altres significats a «Mas del Duc». |

El Mas del Duc és un mas situat al municipi de Riba-roja d'Ebre a la comarca catalana de la Ribera d'Ebre.